# Гай Септимій Север
Гай Септи́мій Севе́р (лат. Gaius Septimius Severus; ? — після 177) — державний діяч часів Римської імперії, консул-суффект 160 року.

## Життєпис
Народився у провінції Африка, можливо у Лептісі Великому. Був двоюрідним братом майбутнього римського імператора Луція Септимія Севера. Обставини переїзду до Риму невідомі.
У липні 160 року призначено консулом-суффектом, його колегою став Авл Платорій Непот Кальпурніан. У 173 році призначено проконсулом до провінції Нумідія. На своїй посаді перебував до 177 року. Про подальшу долю відомості відсутні.